# Kemendok-Nationalpark
Der Kemendok-Nationalpark ist ein Nationalpark im Südwesten des australischen Bundesstaates New South Wales, 45 km südöstlich von Mildura am Murray River.
Der Park entstand im Juli 2010 in der Nähe des Hattai-Kukyne-Nationalparks, aber am Ostufer des Murray River, gegenüber Colignan. Zwischen Nationalpark um Fluss findet sich im südlichen Teil noch die Kemendok Nature Reserve, ein staatliches Schutzgebiet.